# Práče
Práče (deutsch Pratsch) ist eine Gemeinde im Okres Znojmo (Bezirk Znaim) in Tschechien. Der Ort wurde als ein Breitangerdorf angelegt.

## Geographie

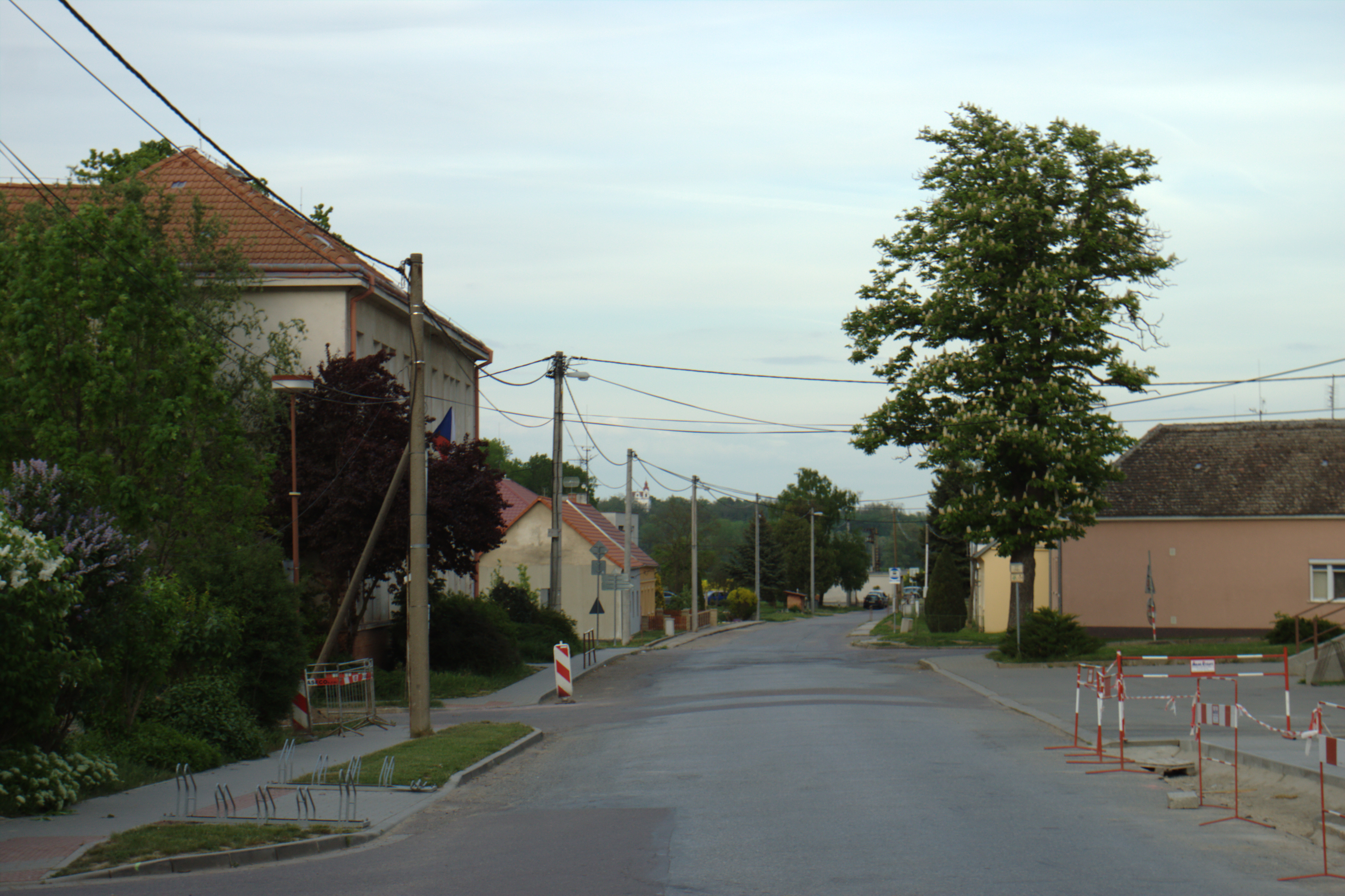
Práče, Hauptstraße

Práče befindet sich in der Thaya-Schwarza-Senke am Unterlauf des Baches Únanovka, kurz vor dessen Mündung in die Jevišovka.
Die Nachbarortschaften sind im Süden Lechovice (Lechwitz), im Westen Bantice (Panditz) und im Norden Prosiměřice (Proßmeritz) und Stošíkovice na Louce (Teßwitz an der Wiese).

## Geschichte
Die Anlage von Pratsch sowie die bairisch-österreichisch Ui-Mundart mit ihren speziellen Bairischen Kennwörtern weisen auf eine Besiedlung durch bayrische deutsche Stämme hin, wie sie bis zum Jahre 1150 über Niederösterreich erfolgte. Sie brachten neue landwirtschaftliche Geräte mit und führten die ertragreiche Dreifelderwirtschaft ein.
Die erste urkundliche Erwähnung von Pratsch steht in der Gründungsurkunde des Klosters Bruck vom 25. Januar 1190. Ab dem Jahre 1310 gab es Ritter, die den Zusatz „de Pracz“ führten. Ein Znaimer Bürger kaufte den Ort im Jahre 1344. Um 1374 ersteht das Augustinerkloster in Brünn die Gemeinde. Später kommt Pratsch wieder zum Kloster Bruck zurück. 1531 wird Pratsch samt dem Nachbarort Teßwitz abermals verkauft und kommt so an die Herrschaft Grusbach und wird dort mit den Gütern Frischau und Bonitz verbunden.
Nach dem Sieg der kaiserlichen Truppen in der Schlacht am Weißen Berg während des Dreißigjährigen Krieges wird der Besitzer von Pratsch, Wilhelm von Lupa, im Jahre 1620 von Kaiser Ferdinand II. enteignet, da dieser ein aufständischer Adliger war. Im Jahre 1645 wird der Ort von schwedischen Truppen unter Lennart Torstensson heimgesucht. Um ihre Habseligkeiten und sich selbst zu schützen, wurden in dieser Zeit Erdställe im Dorf angelegt. Im Jahre 1699 wird die Gemeinde von Margaretha von Liechtenstein erworben. Um 1790 wird eine Schule im Ort beurkundet.
1831 wüteten die Cholera und die Ruhr im Ort. Nach der Niederlage der österreichischen Armee bei der Schlacht bei Königgrätz im Deutsch-Österreichischen Krieg fliehen die Dorfbewohner vor den sich nähernden preußischen Truppen. Doch die preußischen Soldaten plündern nicht und bezahlen alles. Von diesen wurde aber die Cholera in den Ort eingeschleppt, die 100 Pratscher das Leben kostete. Im Jahre 1898 wird ein neues Schulgebäude errichtet. Im Jahre 1900 wird eine Freiwillige Feuerwehr im Ort gegründet. Die Einwohner von Pratsch lebten von der Vieh- und Landwirtschaft, wobei der seit Jahrhunderten gepflegte Weinbau Südmährens keine große Rolle spielte. So reichten die produzierten Weinmengen nie über den Eigenbedarf des Dorfes hinaus. Ebenso war die Jagd im Gemeindegebiet mit über 200 Hasen, 1.000 Rebhühnern, 100 Fasanen und 100 Wachteln sehr einträglich. Neben der Landwirtschaft gab es auch noch das übliche Kleingewerbe in Pratsch. Matriken werden seit 1652 geführt. Alle Geburts-, Trauungs- und Sterbematriken bis zum Jahre 1916 befinden sich im Landesarchiv Brünn.
Nach dem Ersten Weltkrieg kam der zuvor zu Österreich-Ungarn gehörende Ort, der 1910 zu 99,5 % von Deutschmährern bewohnt wurde, durch den Vertrag von Saint-Germain zur Tschechoslowakei. Maßnahmen folgen wie die Bodenreform und die Sprachenverordnung, wodurch es durch Siedler und neu besetzte Beamtenposten zu einem vermehrten Zuzug von Personen tschechischer Nationalität kam. Durch das Münchner Abkommen wurde Pratsch mit 1. Oktober 1938 ein Teil des deutschen Reichsgaus Niederdonau. 1936 wurde ein ungefähr 4000 Jahre altes Hockergrab entdeckt.
Nach dem Ende des Zweiten Weltkrieges, der 34 Opfer unter den Pratschern forderte, kam die Gemeinde am 8. Mai 1945 wieder zur Tschechoslowakei zurück. Einige Familien flüchteten über die nahe Grenze nach Österreich.

## Wappen und Siegel
Das älteste bekannte Siegel der Gemeinde zeigt in einer Umschrift ein schräg geteiltes Renaissanceschild. In der oberen Hälfte wird ein Pflugeisen und in der unteren Hälfte eine Weintraube abgebildet.
Im 19. Jahrhundert wurde das Siegel leicht abgeändert. Es zeigt nun statt des Pflugeisens ein Spatenblatt. Nach dem Ersten Weltkrieg war das Siegel zweisprachig.

## Bevölkerungsentwicklung
| Volkszählung | Einwohner gesamt | Volkszugehörigkeit der Einwohner | Volkszugehörigkeit der Einwohner | Volkszugehörigkeit der Einwohner |
| Jahr         | Einwohner gesamt | Deutsche                         | Tschechen                        | Andere                           |
| ------------ | ---------------- | -------------------------------- | -------------------------------- | -------------------------------- |
| 1880         | 400              | 375                              | 25                               | 0                                |
| 1890         | 432              | 432                              | 0                                | 0                                |
| 1900         | 464              | 463                              | 0                                | 1                                |
| 1910         | 445              | 443                              | 2                                | 0                                |
| 1921         | 475              | 449                              | 16                               | 10                               |
| 1930         | 527              | 509                              | 16                               | 0                                |

## Sehenswürdigkeiten
- Pfarrkirche zur Unbefleckten Empfängnis Mariae (1905), im Jahre 1934 vergrößert.
- Wiener Marter: 6 m hoher gotischer Bildstock aus dem 14. Jh.
- Steinfeldkreuz (1826)
- Kriegerdenkmal auf dem Friedhof
- Bildstock der vierzehn Nothelfer am Erdbergweg[11][12]

## Brauchtum
Reiches Brauchtum bestimmte den Jahresablauf der 1945/46 vertriebenen, deutschen Ortsbewohner. Jedes Jahr gab es eine Wallfahrt nach Maria Dreieichen.

## Söhne und Töchter des Ortes
- Karl Seethaler (1898–1963), Landschaftsmaler und Bildhauer